# اچ‌دی‌ام‌اس بیرخولم (ای۵۴۱)

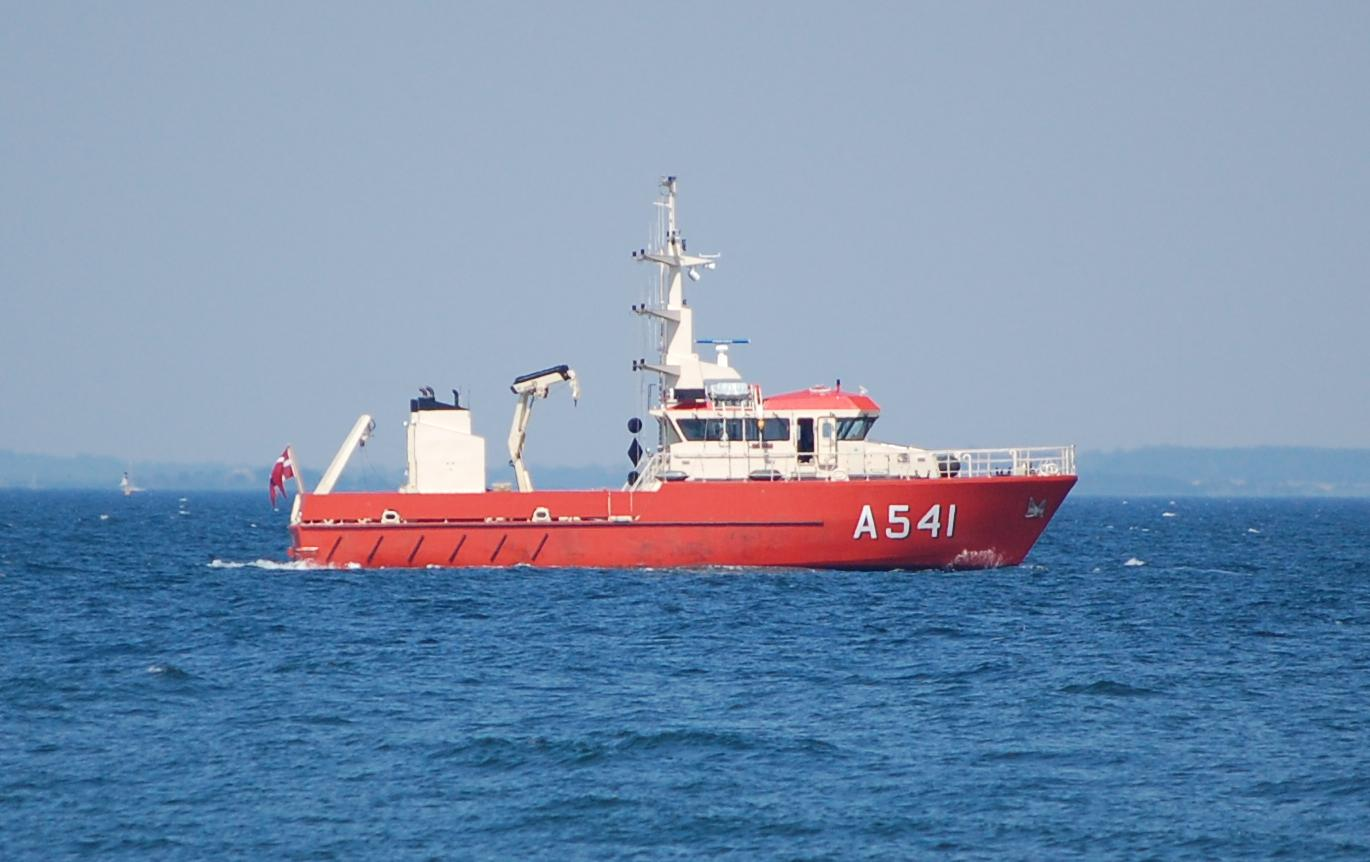
کشتی اچ دی ام اس بیرخولم

اچ‌دی‌ام‌اس بیرخولم (ای۵۴۱) (به انگلیسی: HDMS Birkholm (A541)) یک کشتی است که طول آن۲۸٫۹ متر (۹۴ فوت ۱۰ اینچ) می‌باشد. این کشتی در سال ۲۰۰۵ ساخته شد.